# Sulcis-Iglesiente
Il Sulcis-Iglesiente (in sardo Meurreddìa-Igresiènti) è una regione storica della Sardegna sud-occidentale comprendente, come suggerisce il nome stesso, il territorio del Sulcis e dell'Iglesiente. Anticamente il territorio apparteneva al Giudicato di Cagliari, ed in particolare alle curatorie di Cixerri, Sulcis e Nora.
La subregione che comprende anche le isole di Sant'Antioco e San Pietro, è conosciuta soprattutto per l'attività estrattiva di molti minerali nel territorio di Iglesias e per quella riguardante l'estrazione del carbone nel Sulcis, delle cui numerose miniere carbonifere oggi nessuna è più operativa.

## Comuni e suddivisione territoriale
I 27 comuni del Sulcis-Iglesiente (dei quali due hanno il titolo di città: Carbonia e Iglesias)  appartengono alla provincia del Sud Sardegna. Con altri 4 comuni del Guspinese (Villacidro, Guspini, Gonnosfanadiga e Arbus) si ha l'omogenea sub-regione mineraria del Sulcis-Iglesiente-Guspinese, caratterizzata per le attività estrattive comuni del passato in quel territorio della Sardegna sud-occidentale.
| Pos. | Stemma    | Comune di                                           | Popolazione (ab) | Superficie (km²) | Densità (ab/km²) | Altitudine (m s.l.m.) | Reddito medio IRPEF2005€ |
| ---- | --------- | --------------------------------------------------- | ---------------- | ---------------- | ---------------- | --------------------- | ------------------------ |
| 1º   |           | Carbonia                                            | 28 265           | 145,63           | 194,09           | 111                   | 16.984                   |
| 2º   |           | Iglesias (in sardo Igrèsias)                        | 26 784           | 207,63           | 129,00           | 200                   | 17.151                   |
| 3º   |           | Sant'Antioco (in sardo Santu Antiogu)               | 11 139           | 115.59           | 96,37            | 20                    | 15.984                   |
| 4º   |           | Carloforte (in tabarchino U Pàize)                  | 6 173            | 50,24            | 122,87           | 10                    | 18.008                   |
| 5º   |           | Domusnovas (in sardo Domunoas)                      | 6 145            | 80,47            | 76,36            | 152                   | 14.321                   |
| 6º   |           | San Giovanni Suergiu (in sardo Santu Juanni Sruexu) | 6 018            | 70,63            | 85,20            | 16                    | 14.701                   |
| 7º   |           | Portoscuso (in sardo Portescùsi)                    | 5 104            | 39,06            | 130,67           | 6                     | 17.890                   |
| 8º   |           | Gonnesa                                             | 4 965            | 47,45            | 104,59           | 40                    | 14.597                   |
| 9º   |           | Siliqua (in sardo Silicua)                          | 3 844            | 190,25           | 20,20            | 66                    |                          |
| 10º  |           | Teulada                                             | 3 559            | 245,59           | 14,49            | 50                    |                          |
| 11º  |           | Villamassargia (in sardo Bidda Matzràxa)            | 3 546            | 91,47            | 38,77            | 121                   | 14.845                   |
| 12º  |           | Santadi                                             | 3 385            | 115,59           | 29,28            | 140                   | 13.746                   |
| 13º  |           | Narcao (in sardo Narcau)                            | 3 291            | 85,96            | 38,29            | 127                   | 14.258                   |
| 14º  |           | Fluminimaggiore (in sardo Frùmini Majori)           | 3 026            | 108,21           | 27,96            | 63                    | 13.510                   |
| 15º  |           | Calasetta (in tabarchino Câdesédda)                 | 2 909            | 30,98            | 93,90            | 9                     | 16.523                   |
| 16º  |           | Sant'Anna Arresi                                    | 2 739            | 36,69            | 74,65            | 77                    | 13.303                   |
| 17º  |           | Giba                                                | 2 044            | 34,65            | 58,99            | 59                    | 14.113                   |
| 18º  |           | Vallermosa (in sardo Biddaramosa)                   | 1 922            | 61,81            | 31,10            | 70                    |                          |
| 19º  |           | Domus de Maria                                      | 1 663            | 96,78            | 17,18            | 66                    |                          |
| 20º  |           | Nuxis                                               | 1 557            | 61,46            | 25,33            | 160                   | 14.043                   |
| 21º  |           | Musei                                               | 1 529            | 20,26            | 75,47            | 117                   | 13.405                   |
| 22º  |           | Perdaxius                                           | 1 423            | 29,55            | 48,16            | 114                   | 12.802                   |
| 23º  |           | Masainas                                            | 1 288            | 22,00            | 58,55            | 57                    | 11.777                   |
| 24º  |           | Villaperuccio (in sardo Sa Baronia)                 | 1 090            | 36,30            | 30,03            | 62                    | 13.052                   |
| 25º  |           | Tratalias                                           | 1 080            | 30,96            | 34,88            | 17                    | 14.010                   |
| 26º  |           | Buggerru (in sardo Bugerru)                         | 1 057            | 48,23            | 21,92            | 30                    | 13.663                   |
| 27º  |           | Piscinas                                            | 860              | 14,00            | 61,43            | 70                    | 12.619                   |
|      | 27 Comuni | Sulcis-Iglesiente                                   | 136 345          | 2.117,44         | 64,39            |                       |                          |

## Infrastrutture e trasporti
L'area è attraversata da buona parte dalla superstrada 130 che collega Iglesias a Decimomannu e tutta l'area metropolitana di Cagliari.

## Candidatura Unesco
La regione storica della Sardegna è stata candidata nel 2006 come patrimonio dell'Unesco.